# Сараєвський трамвай
Сараєвський трамвай (босн. Sarajevski tramvaji) — трамвайна система міста Сараєво — столиці Боснії і Герцеговини. Трамвайна мережа Сараєво є однією з найстаріших в Європі, і спочатку служила тестовою лінією для трамваїв Відня. Компанія оператор — Javno komunalno kreduzeće — Gradski saobraćaj Sarajevo (Громадський транспорт Сараєва). Трамвайна система була сильно пошкоджена під час Боснійської війни. У 1993–1994 роках трамвайний рух відновлено.
Станом на 2010 рік трамвайна система Сараєво складається з шести ліній, головним чином всі маршрути прямують уздовж однієї лінії. Мережа завдовжки 22,9 км,  разом з невеликим відгалуженням 0,4 км до залізничного вокзалу міста (Željeznička Stanica).

## Історія

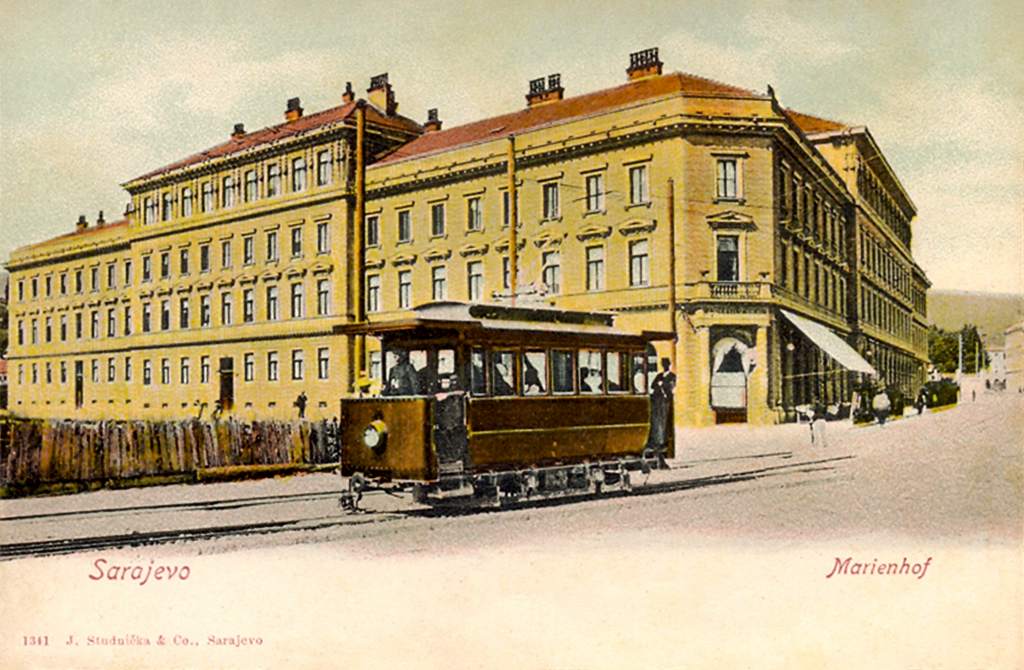
Трамвай у Сараєво, 1901

Перша лінія конки в Сараєві відкрилася 1 січня 1885. Її протяжність становила 3,1 км (в одноколійному обчисленні). Лінія конки була пролягала від Економічного інституту центральною вулицею міста (нині — вулиця Тіто), повз Ферхадійську мечеть, Мариндвору і закінчувалася біля залізничного вокзалу. Місткість вагонів була 28 чоловік, вартість проїзду — 5 крейцерів. Ширина колії становила 760 мм. 1 травня 1895 трамвай було електрифіковано. Також був продовжений маршрут до залізничної станції Профалічі (Pofalići). На лінії використовувалися трамваї виробництва німецької фірми «Siemens-Schuckertwerke».
У 1960 році колія трамваю була перешита і стала 1435 мм. Сьогодні протяжність трамвайної мережі становить 10,7 км; вона сполучає райони Башчаршія (Baščaršija) — центр і Іліджа (Ilidža) — одне з передмість Сараєва. Головна лінія проходить через жваві вулиці (Bulevar Meše Selimovića), через центр старого міста до кінцевої Башчаршія і назад.

## Лінії
— скасована лінія
| Трамвайні лінії в м. Сараєво | Трамвайні лінії в м. Сараєво                                      | Трамвайні лінії в м. Сараєво |
| №                            | Маршрут руху                                                      | Режим роботи                 |
| ---------------------------- | ----------------------------------------------------------------- | ---------------------------- |
| 1                            | Залізничний вокзал — Башчаршія (Željeznička stanica — Baščaršija) | 06:00—22:30                  |
| 2                            | Вілла Ченгича — Башчаршія (Čengić Vila — Baščaršija)              | 06:00—22:30                  |
| 3                            | Ілиджа — Башчаршія (Ilidža — Baščaršija)                          | 05:00—23:00                  |
| 5                            | Ілиджа — залізничний вокзал (Ilidža — Željeznička stanica)        | 06:00—22:30                  |
| 5                            | Неджаричі — Башчаршія (Nedžarići — Baščaršija)                    | 06:00—22:30                  |
| 6                            | Ілиджа — Скендерія (Ilidža — Skenderija)                          | 06:00—22:30                  |
| 7                            | Неджаричі — Скендерія (Nedžarići — Skenderija)                    | Ліквідована у 1990-х роках   |

На всіх кінцевих зупинках побудовані розворотні кільця.

## Рухомий склад
|  | Виробник  | Тип       | Вид          | Кількість       | Бортовий номер                                                                                          | Роки виробництва | Примітки |
|  | --------- | --------- | ------------ | --------------- | --- | ---------------- | --- |
|  | ČKD Tatra | K2YU      | Шестивісний  | 21              | 201, 206, 209, 210, 212, 217, 227, 231, 235, 237, 240, 244, 255, 257, 258, 261, 263, 271, 275, 277, 289 | 1973–1983        | Спочатку 90 штук, частина вагонів модернізовано до Satra II та Satra III                                                    |
|  | ČKD Tatra | K2        | Шестивісний  | 1               | 291 | 1973             | Спочатку 2 штук, у 1997 році 1 вагон передано у Брно                                                                        |
|  | ČKD Tatra | KT8D5K    | Восьмивісний | align=center\|4 | 300–304                                                                                                 | 1989/1990        | Прототип 500 поставлявся для Пхеньянського трамваю, К в позначенні типу позначає Корею; вагони № 301-304, отримано з Кошиці |
|  | ČKD Tatra | Satra II  | Шестивісний  | 12              | 500–511                                                                                                 | див. K2YU        | 500 та 501 колишні трамваї Брно, решта вагонів у 2004-2011 модернізовано з K2YU                                             |
|  | ČKD Tatra | Satra III | восьмивісний | 4               | 601–604                                                                                                 | див. K2YU        | 601, раніше перебудований трамвай з Брно, решта вагонів модернізовані низько-середньопідлогові модернізовані з K2YU,        |
|  | Lohner    | Type E    | Шестивісний  | 3               | 709, 713, 714                                                                                           | 1962—1964        | Передані від Віденського трамвая у 2005—2009 роках, спочатку 16 штук                                                        |
|  | LHB       | 9G        | восьмивісний | 3               | 802, 805, 811                                                                                           | 1979/1980        | У 2009 році передано з Амстердаму, спочатку 13 штук                                                                         |
|  | LHB       | 10G       | Шестивісний  | 1               | 815 | 1980             | У 2009 році передано з Амстердаму, спочатку 13 штук.                                                                        |
|  | Duewag    | A5 / GT8  | восьмивісний | 20              | 901–920                                                                                                 | 1963—1968        | У 2015 році передано з Коньї, початково вагони працювали у Кельні                                                           |